# Kaijasaari (ö i Lappland, Norra Lappland, lat 68,75, long 27,83)
Kaijasaari, nordsamiska: Skajesuálui, är en ö i Finland. Den ligger i sjön Enare träsk och i kommunen Enare i den ekonomiska regionen Norra Lappland och landskapet Lappland, i den norra delen av landet, 1 000 km norr om huvudstaden Helsingfors. Öns area är 2,4 hektar och dess största längd är 250 meter i sydväst-nordöstlig riktning.